# Manny Ayulo
Manny Ayulo, ameriški dirkač Formule 1, * 20. oktober 1921, Burbank, Kalifornija, ZDA, † 16. maj 1955, Indianapolis, Indiana, ZDA.

## Življenjepis
Ayulo je pokojni ameriški dirkač, ki je med letoma 1949 in 1954 sodeloval na ameriški dirki Indianapolis 500, ki je med letoma 1950 in 1960 štela tudi za prvenstvo Formule 1. Najboljši rezultat je dosegel na dirki leta 1951, ko je skupaj z Jackom McGrathom osvojil tretje mesto. Leta 1955 se je na treningu pred dirko Indianapolis 500 smrtno ponesrečil.